# Jay Harrington
James H. Harrington III (Wellesley, 15 novembre 1971) è un attore statunitense.

## Filmografia parziale

### Cinema
- La mia adorabile nemica (Anywhere But Here), regia di Wayne Wang (1999)
- Me and Dad (A Little Inside), regia di Kara Harshbarger (1999)
- Catalina Trust, regia di Will Conroy (1999)
- Octopus - La piovra, regia di John Eyres (2000)
- Costi quel che costi (Whatever It Takes), regia di David Raynr (2000)
- Hourly Rates, regia di Todd Portugal (2002)
- Partner(s), regia di Dave Diamond (2005)
- Un mostro a Parigi (Un monstre à Paris), regia di Bibo Bergeron (2010) - doppiatore versione inglese
- Sunny Side Up, regia di Derek Estlin Purvis (2011)
- American Pie: Ancora insieme (American Reunion), regia di Jon Hurwitz e Hayden Schlossberg (2012)
- True Love, regia di Enrico Clerico Nasino (2012)

### Televisione
- Jarod il camaleonte (The Pretender) – serie TV, 2 episodi (1997)
- The Division – serie TV, 14 episodi (2001-2002)
- The Shield – serie TV, 1 episodio (2002)
- Summerland – serie TV, 12 episodi (2004-2005)
- Desperate Housewives – serie TV, 7 episodi (2006)
- The Inside – serie TV, 13 episodi (2005-2006)
- Jericho – serie TV, 6 episodi (2007)
- Private Practice – serie TV, 6 episodi (2008-2009)
- Better Off Ted - Scientificamente pazzi (Better Off Ted) – serie TV, 26 episodi (2009-2010)
- Guilty – film TV, regia di McG (2013)
- Hot in Cleveland – serie TV, 11 episodi (2012-2014)
- Suits - serie TV, 2 episodi (2017)
- S.W.A.T. - serie TV, 86 episodi (2017-2025)

## Doppiatori italiani
Nelle versioni in italiano delle opere in cui ha recitato, Jay Harrington è stato doppiato da:
- Vittorio Guerrieri in Summerland, Better Off Ted - Scientificamente pazzi
- Francesco Prando in American Pie - Ancora insieme, S.W.A.T.
- Francesco Bulckaen in The Inside
- Niseem Onorato in Desperate Housewives
- Fabio Boccanera in Ghost Whisperer - Presenze
- Fabrizio Pucci in Senza traccia
- Fabrizio Manfredi in Private Practice
- Oliviero Dinelli in Burn Notice - Duro a morire
- Giorgio Borghetti in Suits
- Maurizio Fiorentini in Code Black